# One-T
One-T est un projet musical d'animation français mêlant musique électronique, hip-hop et pop, développé par les musiciens Thomas Pieds et Eddy Gronfier.

## Biographie
One-T est développé par les musiciens Thomas Pieds et Eddy Gronfier. Le projet fait sa première apparition en France durant l'été 2001 avec la sortie du single Music Is The One-T ODC. Le titre atteint la 12e place des ventes de single en France, et est classé 82e des meilleures ventes de singles sur l'année 2001. Il est suivi peu de temps après du single Bein' a Star, classé 59e en France.
One-T revient sur le devant de la scène et connaît un succès international au cours de l'été 2003 avec le single The Magic Key en featuring avec sa meilleure amie Cool-T. Le titre atteint la 9e place des meilleures ventes de singles en France, et est classé 22e des meilleures ventes de singles pour l'année 2003. The Magic Key est également bien accueilli en Allemagne, où il atteint la 5e place des meilleures ventes de singles, et au Danemark, où il atteint la 4e place. L'album sort en juillet 2003 et s'intitule The One-T ODC.
Le groupe fait la première partie des concerts parisiens de la chanteuse Alizée et entre en discussion pour une production commune avec Mylène Farmer. Plusieurs singles suivent au cours des années, dont Starsky et Hutch en 2004, et Kamasutra, début 2005. Starsky et Hutch ne fait pas partie de la bande-originale du film homonyme, sorti en 2004, mais est une ré-orchestration inspirée du générique français de la série destinée à profiter de la sortie du film, ce qui explique le succès de ce titre uniquement sur le marché européen francophone.
Le groupe annonce son deuxième album, The One-T's ABC, pour le 14 novembre 2005 au label Polydor.  Le second album One-T's ABC est prévu dans les bacs au cours de l'année 2007. Il met en avant Cool-T, meilleur ami de One-T, produit par ce dernier.

## Concept
One-T est un univers d'animation, vivant au travers des textes des morceaux, des illustrations de ses albums et de ses clips. Cet univers est le symbole d'une génération future vivant entre drogue, sexe et musique électronique. Le personnage principal s'appelle One-T, un jeune garçon âgé de treize ans, marginal, dont le rêve est de devenir DJ « pour niquer la french touch ». Il est accompagné de Bull-T, son pitbull génétiquement modifié pour être incapable d'être méchant et d'aboyer. Ses amis incluent : Cool-T, (rasta man déjanté et sans papiers, victime d'une bavure, mort et devenu l'ange gardien du groupe ; E, un hacker japonais surdoué ; Ee, sœur jumelle d'E, qui vit avec son frère ; et Nine-T (plus tard appelé Fat-T), un jeune latino, meilleur ami de One-T, organisateur de soirées dans le bar latino de son père.
Ses ennemis sont : Acidman, inventeur et dealer de sa propre drogue, financé par l'argent sale de Travoltino et recherché par la police ; Travoltino, mafieux ayant survécu aux années 1980 dirigeant d'une maison de disques, d'une chaîne de télévision, d'un journal et d'une boîte de nuit, où il est difficile d'entrer sans être membre de la jet-set ; et les Chickens sont des prototypes de clones de CRS mis au point par le Ministère de l'Intérieur, pour évoluer en milieu hostile.
Derrière ces personnages d'animation se cache Eddy Gronfier, un ancien animateur radio, producteur de jingle, réalisateur radio, compositeur et remixeur de One-T.  Thomas Pieds, auteur du concept et des paroles des chansons, est également réalisateur de tous les clips de One-T. Aujourd'hui réalisateur de fiction (série Les Interminables sur Canal+), il a signé plusieurs campagnes de publicité, par exemple pour Orangina Rouge ou Banque ING. Avant l'aventure One-T, il s'était déjà essayé à la réalisation de clips musicaux, notamment Lucky Star du groupe Superfunk.

## Influences
Pas moins de cinq des quatorze titres du premier album, Music Is The One-T ODC, Bein' A Star, The Magic Key, The Travoltino Club et U!! contiennent de larges samples du morceau Má hra, tiré de l'album Nová syntéza de 1971 du groupe de jazz-rock progressif tchèque Blue Effect (anciennement connu sous le nom Modrý efekt) emmené par le guitariste Radim Hladík.

## Discographie

### Singles
| Singles                | Informations | Album           |
| ---------------------- | --- | --------------- |
| Music Is the One-T ODC | One-T - Sortie : 2001 - Meilleur classement : 12e (FR) - Certification : argent - Ventes : 200 000                                                | The One-T ODC   |
| Bein' a Star           | One-T - Sortie : 2002 - Meilleur classement : 59e (FR)                                                                                            | The One-T ODC   |
| The Magic Key          | One-T et Cool-T - Sortie : juillet 2003 - Meilleur classement : 9e (FR), 5e (ALL), 4e (DAN) - Certification : or (France) - Ventes : 270 000 (FR) | The One-T ODC   |
| Starsky et Hutch       | Cool-T - Sortie : mai 2004 - Meilleur classement : 16e (FR)                                                                                       |                 |
| Kamasutra              | Cool-T - Sortie : novembre 2004 - Meilleur classement : 40e (FR)                                                                                  | The One-T's ABC |
| Hamburguesa            | 'One-T feat. Cool-T et Fat-T - Format : single digital - Sortie : 2005                                                                            | The One-T's ABC |
| U!!!                   | One-T - Format : single digital - Sortie : novembre 2005                                                                                          | The One-T's ABC |
| Tomorrow's War         | One-T et Cool-T - Sortie digitale : avril 2006 - Sortie physique : courant 2007                                                                   | The One-T's ABC |